# ŠSG-FA Šiauliai (damer)

Šiaulių sporto gimnazija-Futbolo akademija "Šiauliai" eller ŠSG-FA Šiauliai är ett fotbollslag för damer från staden Šiauliai i Litauen. 

## Stadion
Större matcher kan spelas på Šiaulių miesto savivaldybės stadionas och alternativ stadion är Gytariai konstgjord trottoar (Gytarių dirbtinės dangos aikštė).

## Meriter
- LMFA I lyga:
Mästare: 2015

## Placering tidigare säsonger
| Säsong | Nivå | Liga           | Placering | Referens | Notering                    |
| ------ | ---- | -------------- | --------- | -------- | --------------------------- |
| 2015   | 2    | LMFA I lyga    | 1         |          | Uppflyttad till A lyga 2019 |
| 2016   | 1    | A lyga (damer) | 5         | [ 1 ]    |                             |
| 2017   | 1    | A lyga (damer) | 5         | [ 2 ]    |                             |
| 2018   | 1    | A lyga (damer) | 4         | [ 3 ]    |                             |
| 2019   | 1    | A lyga (damer) | 4         | [ 4 ]    |                             |
| 2020   | 1    | A lyga (damer) | 6         |          |                             |
| 2021   | x    | x              | x         |          |                             |

## Kända spelare
- Tatjana Veržbickaja
- Aistė Griciūtė (2016–2017)